# Dodoma (regija)
Dodoma je jedna od 26 regija u Tanzaniji.
Glavni grad regije i Tanzanije je istoimeni grad Dodoma. Površina regije je 41.310 km² i ima oko 1.7 milijuna stanovnika (2002.).
Regija je podjeljena na 5 distrikta:
- Dodoma Urban
- Dodoma Rural
- Kondoa
- Mpwapwa
- Kongwa

## Etnografija
Glavninu stanovništva čine plemena Gogo ili Wagogo;  Warangi; i Bušmanima srodno kojsansko pleme Sandawe.